# 蜂田神社
蜂田神社（はちたじんじゃ）は、大阪府堺市中区八田寺町にある神社。式内社（小）で、旧社格は村社。鈴の宮とも称される。

## 祭神
- 主祭神 - 天児屋根命
- 配祀神 - 菅原道真、金山比古命、伊弉冉尊

## 歴史
詳しい創建年は不詳であるが、この地方に住居していた蜂田連の一族がその祖先である天児屋根命を祭神として祀ったとされる。蜂田連が土焼きの鈴12個を作り毎年春の初めに神前に供え、鈴音の良し悪しでその年の吉凶を占ったという古事から鈴の宮とも呼ばれる。また、延喜式神名帳に記載されている和泉国大鳥郡の式内社である。
永禄年間（1558年 - 1570年）以前は現在地より西1丁余りの山麓に鎮座していたが、永禄11年（1568年）の三好三人衆対松永久秀の家原城攻防戦が原因となって現在地に遷宮したと伝わる。
石橋直之は元禄13年（1700年）に刊行した『泉州志』で蜂田神社は平井村（現在の堺市中区平井）に在り、祭神を蜂田連の祖の天児屋根命としている。
近世には神宮寺として西林寺を併有していたが、明治時代になると神仏分離によって廃寺とされた。また、当社は村社に列せられている。
1910年（明治43年）には付近の村社6社と無各社2社を合祀している。

## 境内
- 本殿
- 拝殿
- 社務所
- 鈴塚
- 伊勢神宮遥拝所

### 摂末社
- 三ツ峰稲荷社

## 風鈴祭り
7月1日から8月31日にかけて行われる。江戸風鈴、河内風鈴、南部風鈴など約1,300個の風鈴が境内で清々しい音色を奏でる。

## 所在地
- 大阪府堺市中区八田寺町524

## アクセス
- 南海泉北線 深井駅から南海バス「津久野駅前行き」に乗り「鈴の宮団地東口」下車、徒歩約5分